# Prinair
Prinair war eine puerto-ricanische Fluggesellschaft. Als Flag-Carrier der Insel führte sie über knapp zwei Jahrzehnte nationale und internationale Flüge durch.

## Geschichte
Der Flugbetrieb wurde 1966 zunächst unter dem Namen Aerolíneas de Ponce (Ponce Airlines) mit einer Flotte von Aero Commander 500 Flugzeugen aufgenommen. Die erste Flugverbindung führte vom Flughafen Mercedita bei Ponce zum Luis Muñoz Marín International Airport (damals Isla Verde International Airport) bei San Juan. Im darauf folgenden Jahr wurde der Name der Fluggesellschaft in Prinair geändert, abgeleitet von Puerto Rico International Airlines.
Später benutzte die Fluggesellschaft zur Bedienung ihrer Strecken die durch vier Kolbenmotoren betriebenen De Havilland Heron Flugzeuge, welche aufgrund ihrer bunten Bemalung an Flugzeuge der Braniff International Airways erinnerten. In den 1970er Jahren folgte die Expansion und das Streckennetz wurde sowohl um verschiedene Destinationen in der Karibik wie Martinique, die Jungferninseln, Santo Domingo, Barbados, Puerto Plata und inländischer Verbindungen nach Vieques, Mayagüez und Aguadilla, als auch um Opa-locka bei Miami in Florida erweitert.
In den 1980er Jahren führte Prinair größere, leistungsstärkere Convair 580 Turboprop-Flugzeuge ein. Diese bedienten hauptsächlich die Strecke von San Juan auf die Jungferninseln, wo sie zunächst auch die Gewinne steigern konnten. Aufgrund zunehmender Konkurrenz durch Aero Virgin Islands und Oceanair auf dieser Strecke und verschiedener Unfälle, die das Image von Prinair belasteten, musste die Fluggesellschaft jedoch im November 1984 den Flugbetrieb einstellen.
Anfang 2000 wurde Prinair neu gegründet, musste allerdings nach kurzer Zeit den Flugbetrieb wieder einstellen.

## Zwischenfälle
Bei Prinair ereigneten sich in ihrer Geschichte drei schwerwiegende Unfälle:
- Am 5. März 1969 kollidierte eine De Havilland DH.114 Prinair Heron 2B der Prinair (Luftfahrzeugkennzeichen N563PR) mit einer Anhöhe in den Sierra de Luquillo-Bergen, 24 Kilometer südöstlich des Flughafens San Juan (Puerto Rico). Durch diesen CFIT (Controlled flight into terrain) wurden alle 19 Insassen getötet, zwei Besatzungsmitglieder und 17 Passagiere. Die Piloten hatten durch einen in Ausbildung befindlichen Fluglotsen eine um 21 Kilometer falsche "Radarposition" mitgeteilt bekommen und weitere Anweisungen zum Anflug erhalten.[6]

- Am 24. Juni 1972 stürzte eine De Havilland DH.114 Prinair Heron 2B der Prinair (N554PR) bei einem missglückten Durchstartmanöver am Flughafen Ponce-Mercedita (Puerto Rico) ab. Hierbei kamen insgesamt fünf der zwanzig Insassen ums Leben, davon die beiden Piloten. In einer Unfalluntersuchung wurde ermittelt, dass die Maschine dabei zu steil nach oben gezogen wurde und die Kontrolle verloren ging. Der Grund für das Durchstartmanöver blieb unbekannt.[7]

- Am 24. Juli 1979 verunglückte eine De Havilland DH.114 Prinair Heron 2B der Prinair  (N575PR) während des Starts vom Flughafen Saint Croix (Amerikanische Jungferninseln). Nach dem Abheben rollte die Maschine nach links und rechts und schwankte auch nach oben und unten. Sie schlug schließlich 1680 Meter hinter dem Startbahnende 240 Meter rechts von der Startlinie auf dem Boden auf, wobei 8 Insassen ums Leben kamen, einer der Piloten und 7 der 19 Passagiere. Die Unfalluntersuchung ergab, dass das Flugzeug mit 480 kg (1060 Pfund) stark überladen war und sich der Schwerpunkt 8 Zoll (rund 20 cm) hinter dem hinteren Limit befand. Für diese Beladefehler wurden sowohl Prinair als auch fehlende Überwachung durch die Behörde Federal Aviation Administration (FAA) verantwortlich gemacht.[8]

## Flotte
- 28 De Havilland DH.114 Heron
- 4 Convair 580
- 7 CASA C-212 Aviocar